# 假百合属
假百合属（学名：Notholirion）是百合科下的一个属。该属共有约6种，分布于东亚。